# Роми у Мађарској
| 6% - 7% 5% - 6% 4% - 5% 3% - 4% | 2% - 3% 1% - 2% испод 1% |

Роми или Цигани су једна од националних мањина у Мађарској.
Према мађарским службеним статистикама, у Мађарској је 2001. године живело 205.720 Рома. Стварни број припадника ромске заједнице је већи, јер се велики број Рома национално изјашњава као Мађари или као припадници неке друге заједнице. Најбројнија су национална мањина у Мађарској.
53.075 становника Мађарске говори ромским језиком са члановима породице или пријатељима, a 129.208 има афенитет са културним вредностима и традицијама ромског народа.

## Познате личности
- Тамаш Пели